# Пащенко Олександр Йосипович
Олександр Йосипович Па́щенко (16 березня 1911, Недогарки — 27 травня 1991, Київ) — український радянський художник декоративного мистецтва (текстиль); член Спілки радянських художників України з 1947 року.

## Біографія
Народився 3 [16] березня 1911 року в селі Недогарках (нині Кременчуцького району Полтавської області України). У 1933—1937 роках працював художником-оформлювачем у Черкасах. Протягом 1938—1941 років навчався у Київському художньо-промисловому училищі у Миколи Прахова, Василя Кричевського, Миколи Рокицького, Миколи Котенка. У 1943—1944 роках працював художником-оформлювачем у Городищі.
З 1945 року працював у Києві, мешкав у будинку на Печерському узвозі, № 15, квартира № 38. Помер у Києві 27 травня 1991 року.

## Творчість
Працював в галузі текстилю. Створював орнаментні гобелени, рушники, скатертки, декоративні хустки, розписи на тканинах, панно, сувеніри. Розробляв:
- ескізи орнаментального килима для Українського павільйону ВДНГ у Москві (1938—1939, 140 м2, співавтор Василь Кричевський);
- зразки українських візерунчастих тканин для Київського і Дарницького шовкових комбінатів (1951—1962).

Оформив збірники «Нашому юнацтву» Миколи Бажана (1950) та «Дзвени, наша пісне» (1965; обидва — Київ).
Учасник мистецьких виставок у Кременчуці, Черкасах, Києві з 1937 року, Москві у 1951, 1960, 1968 роках, Полтаві у 1974 році, закордонних — у Марселі у 1959 році та Празі у 1968 році.
Роботи зберігаються в Національному музеї українського народного декоративного мистецтва у Києві, Канівському музеї народного декоративного мистецтва, Музеї Тараса Шевченка в Торонто.